# Mohoriyakot
Mohoriyakot (en népalais : मोहोरियाकोट) est un comité de développement villageois du Népal situé dans le district de Lamjung. Au recensement de 2011, il comptait 2 269 habitants.